# Lambeth-Konferenz
Die Lambeth-Konferenz ist eine erstmals 1867 durchgeführte, im zehnjährigen Rhythmus stattfindende Vollversammlung aller Bischöfe der Anglikanischen Gemeinschaft.

## Name und Tagungsort
Die Benennung erfolgte nach dem Lambeth Palace, der Londoner Residenz des Erzbischofs von Canterbury, wo die Konferenzen bis einschließlich 1968 stattfanden. Seit 1978 wird sie auf dem Canterbury Campus der University of Kent veranstaltet, weil es während der Sommerferien möglich ist, dass alle Bischöfe für die Dauer der Konferenz am gleichen Ort, in den Studentenwohnheimen der Universität, zusammen wohnen können.

## Bedeutung
Die Zusammenkunft entwickelte sich im Laufe von anderthalb Jahrhunderten zu einem der vier „Instrumente der Einheit“ der anglikanischen Kirchenwelt. Sie ist eine Gelegenheit zm Austausch über theologische, Pastorale, kirchenrechtliche und gesellschaftliche Themen. Die Beschlüsse der Konferenz sind für die 43 Kirchenprovinzen der Anglikanischen Gemeinschaft rechtlich bindend. In der Einladung des Erzbischofs von Canterbury, Rowan Williams, vom Mai 2007 zur Konferenz im Jahre 2008 heiß es:
„...the Lambeth Conference has no ‘constitution’ or formal powers; it is not a formal Synod or Council of the bishops of the Communion...“.
 (deutsch etwa: „...die Lambeth-Konferenz hat kein Statut oder förmliche Befugnisse, sie ist keine offizielle Synode oder Versammlung der Bischöfe der Gemeinschaft...“.) Gleichwohl wurden die Konferenzen von allen Kirchen der Gemeinschaft aufmerksam verfolgt, viele ihrer Anstöße wurden verwirklicht.

## Geschichte
Der Vorschlag, eine solche Konferenz einzuberufen, findet sich erstmals 1851 in einem Brief von John Henry Hopkins, Bischof von Vermont, an den Erzbischof von Canterbury. Der Anlass dafür, dass es tatsächlich zu einem ersten Treffen kam, war ein dringlicher Brief der Synode der Anglikanischen Kirche von Kanada an den Erzbischof Charles Thomas Longley aus dem Jahre 1865. In diesem Brief äußerten die anglikanischen Bewohner der britischen Kolonien in Nordamerika ihre Sorge, dass neuerliche Entscheidungen des Privy Council dazu führen könnten, dass in der kanadischen Kirche andere kanonische Vorschriften gelten könnten als in England und Irland. So fürchteten die Kanadier, sie würden gezwungen werden „in den Status eines unabhängigen Zweigs der römisch-katholischen Kirche abzudriften“. In Kanada fühlte man sich „isoliert“. Um kirchlichen Entwicklungen und Entscheidungen im Mutterland verstehen zu können, sei eine Zusammenkunft unerlässlich. Aus diesem Grund baten sie Longley, eine „nationale Synode der Bischöfe der Anglikanischen Kirche im In- und Ausland“ einzuberufen, die unter seiner Führung zusammentreten sollte. Nachdem er sich mit beiden Häusern der Convocation of Canterbury beraten hatte, willigte Erzbischof Longley ein und rief alle Bischöfe der Anglikanischen Gemeinschaft (damals 144 an der Zahl) zu einem Treffen in Lambeth 1867 ein.
Viele anglikanische Bischöfe, darunter der Erzbischof von York und die meisten seiner Suffraganbischöfe, hatten bezüglich des Sinns einer solchen Versammlung so große Zweifel, dass sie sich weigerten ihr beizuwohnen.  Dekan Stanley ließ nicht zu, dass Westminster Abbey für den Abschlussgottesdienst gebraucht werden konnte, und gab zur Begründung an, dass die Versammlung nur eine Teilversammlung sei. Der Effekt ihrer Maßnahmen sei unsicher, und darüber hinaus zeichne sie sich durch „die Anwesenheit von Prälaten, die unserer Kirche nicht angehören“ aus.
In seiner Eröffnungsrede stellte Erzbischof Longley klar, dass die Versammelten nicht beabsichtigten, „die Funktionen einer Generalsynode aller Kirchen, die in voller Kommunion mit der Church of England stehen“ zu übernehmen, sondern lediglich um „Sachen, die vom praktischen Interesse sind, zu diskutieren, und das, was wir für zweckmäßig halten, in Beschlüssen festzuhalten, die als sicherer Wegweiser für künftige Aktionen dienen mögen“. Die Resolutionen der Lambeth-Konferenzen wurden nie als Synodaldekrete erachtet, aber ihr Gewicht wuchs von Konferenz zu Konferenz.
76 Bischöfe nahmen die Einladung des Primas an, der ersten Konferenz beizuwohnen, die am 24. September 1867 in Lambeth zusammenkam und vier Tage dauerte. Die Sitzungen waren nichtöffentlich. Der Erzbischof eröffnete die Konferenz mit einer Ansprache; danach folgten Beratungen. Es wurden Ausschüsse gebildet, die zu besonderen Fragen berichten sollten. Entschließungen wurden beschlossen und ein Enzyklikalbrief verfasst, der an die Gläubigen der Anglikanischen Gemeinschaft gerichtet war.
Alle nachfolgenden Konferenzen werden jeweils in der Canterbury Cathedral eröffnet, wo der Erzbischof vom Stuhl des Heiligen Augustinus aus predigt, bevor die Beratungen anschließend in Lambeth Palace, seit 1978 auf dem Canterbury Campus, fortgesetzt werden. Nach fünftägigen Beratungen und der Einsetzung von Ausschüssen wird die Sitzungen für zwei Wochen unterbrochen. Darauf folgen weitere fünf Sitzungstage, um die Berichte der Ausschüsse entgegenzunehmen, Beschlüsse zu fassen und einen Enzyklikalbrief zu verfassen.

## Chronologie der Konferenzen
1. Erste Konferenz (24.–28. September 1867)
2. Zweite Konferenz (2.–27. Juli 1878)
3. Dritte Konferenz (3.–27. Juli 1888)
4. Vierte Konferenz (5.–31. Juli 1897)
5. Fünfte Konferenz (6. Juli–5. August 1908)
6. Sechste Konferenz (1920)
7. Siebte Konferenz (1930)
8. Achte Konferenz (1948)
9. Neunte Konferenz (1958)
10. Zehnte Konferenz (1968)
11. Elfte Konferenz (1978)
12. Zwölfte Konferenz (1988)
13. Dreizehnte Konferenz (18. Juli – 9. August 1998)
14. Vierzehnte Konferenz (16. Juli – 4. August 2008)
15. Fünfzehnte Konferenz (27. Juli – 8. August 2022)[5]

Die fünfzehnte Konferenz hätte, dem bisherigen Zehnjahresrhythmus gemäß, 2018 stattfinden sollen. Doch starke Spannungen innerhalb der Anglikanischen Gemeinschaft in dogmatischen und moraltheologischen Fragen (vor allem hinsichtlich der Zulassung von Frauen zu den Weihen, der Haltung zur Homosexualität und der Segnung gleichgeschlechtlicher Paare) führten dazu, dass zahlreiche Bischöfe erklärten, an einer weiteren Lambeth-Konferenz nicht oder nur unter bestimmten Bedingungen (Klärungen im Vorfeld der Konferenz) teilnehmen zu wollen. Da bereits die vierzehnte Lambeth-Konferenz 2008 von rund einem Viertel der Mitgliedskirchen der Anglikanischen Gemeinschaft boykottiert worden war, nachdem die Episcopal Church in the United States of America einen homosexuellen Priester zum Bischof geweiht hatte, beschloss Erzbischof Justin Welby, der Erzbischof von Canterbury, 2014, die fünfzehnte Konferenz nicht für 2018 einzuberufen. So trat sie infolge der prekären Situation der Anglikanischen Gemeinschaft erst im Juli 2022 zusammen. 563 Bischöfe und 97 Bischöfinnen nahmen teil.